# Guillermo Falasca
Guillermo Falasca Fernández (Mendoza, 24 ottobre 1977) è un allenatore di pallavolo ed ex pallavolista spagnolo.
Giocava nel ruolo di opposto. È il fratello dell'ex giocatore e allenatore Miguel Ángel Falasca.

## Palmarès

### Club
- Coppa Italia di Serie A2: 1

2004-05
- Top Teams Cup: 1

2001-02